# Цзючжан
Цзючжан (кит. 九章) — первый фотонный квантовый компьютер, достигший «квантового превосходства» (первый в мире квантовый компьютер, достигший квантового превосходства — Sycamore от Google, не был фотонным). Разработан командой из Научно-технического университета Китая (НТУК) во главе с Пань Цзяньвэем и Лу Чаояном. Назван в честь древнекитайского математического сочинения «Цзю чжан суаньшу».
3 декабря 2020 года НТУК опубликовал работу в журнале Science, в которой заявил, что Цзючжан успешно выполнил гауссианский бозонный сэмлинг за 200 секунд, при котором максимально было зарегистрировано 76 фотонов из 100 возможных. Тот же расчет самый быстрый классический компьютер выполнит за 1,5 миллиарда лет, а самый производительный суперкомпьютер в мире в 2016—2018 гг. (китайский Sunway TaihuLight) — за 2,5 миллиарда лет, по подсчетам команды НТУК.
Цзючжан имеет гильбертово пространство в 10 миллиардов раз больше, чем Sycamore.